# Savudrija
Savudrija je naselje u Republici Hrvatskoj, u sastavu grada Umaga, Istarska županija. 

## Zemljopis
Smješteno na rubu Savudrijskog poluotoka. Obala je razvedena i pretežno stjenovita obala, ispresijecana malim šljunčanim plažama. Vegetacija je mediteranska. Puna je lovora, palma, raznih vrsta zimzelenih grmova, pinija i čempresa. Vjetrovi su stalni, a tramontana je vrlo jaka.
Rt Loko u Bašaniji je najzapadniji rt Hrvatske.

## Povijest
Mjesto današnje Savudrije naseljeno je još u kamenom dobu, kako kazuju arheološki nalazi iz okolice. Iz vremena rimske vladavine tu su brojne ruševine. Prvi se put u vrelima spominje u 12. stoljeću. U 12. stoljeću odvila se krvava bitka kod Savudrije u kojoj je spašen kralj. Iz tog događaja nastalo je (prema pučkoj etimologiji) talijansko ime za Savudriju Salvore, što u prijevodu znači "spašen kralj". U Savudriji su podignuti brojni samostani i crkve. Austro-Ugarska je u Savudriji podigla svjetionik, najstariji na Jadranu, danas turistička atrakcija. Zbog povoljnih klimatskih uvjeta u istom vremenu začeo se zdravstveni turizam. Danas je Savudrija maleno ribarsko mjestašce i omiljeno turističko odredište.
Od ostalih jadranskih naselja Savudrija se razlikuje time što nema pravi glavni trg. No, zato ima drevnu luku, mjesto za okupljanje mještana koje je danas ispunjeno koćama i pokojom batanom.

## Gospodarstvo
Ribarstvo i turizam. Za turiste, pogotovo za adrenalinske, tu su mogućnosti vožnje biciklom uz brojne rimske spomenike, trekking i jogging staze, tenis, ronjenje i golf (profesionalni teren). Stalni vjetrovi uokolo čine ju pogodnim za jedrenje na dasci. Izbor smjetaštajnih kapaciteta je velik: apartmanska turistička naselja (Apartmani Savudrija), autokampovi (Kanegra, Savudrija) i hoteli, bungalovi, privatni smještaj, uz more ili malo podalje od mora. Zbog povoljnih klimatskih uvjeta i biljnog svijeta, povoljna i specifična omjera biljnog i morskog aerosola u zraku čine savudrijsku klimu vrlo stimulativnom i povoljnom za zdravlje, zbog čega je prvi turizam koji se ovdje razvio bio zdravstveni turizam.

## Kultura
U kolovozu se održava tradicionalna proslava Savudrijske noći.
Kulturnu baštinu Savudrije čine savudrijska batana (batana salvorina), grua, način veslanja i tehnika ribolova "a fogo" sa svjetiljkom i ostima. Savudrijski ribar bili su najbolji istarski ribari u ribolovu ostima "a fogo". Da bi bolje vidjeli ribe, na dnu brodica batanâ izrađivali su prozorčiće.

## Stanovništvo
Prema popisu stanovništva iz 2001. godine, naselje je imalo 241 stanovnika te 101 obiteljskih kućanstava.

Prema popisu stanovništva 2011. godine naselje je imalo 253 stanovnika.
| broj stanovnika | 183   | 228   | 180   | 278   | 217   | 280   | 516   | 603   | 378   | 338   | 338   | 303   | 317   | 349   | 241   | 253   | 195   |
|                 | 1857. | 1869. | 1880. | 1890. | 1900. | 1910. | 1921. | 1931. | 1948. | 1953. | 1961. | 1971. | 1981. | 1991. | 2001. | 2011. | 2021. |

## Šport
Od 1999. godine održava se "Savudria Open", neslužbeno svjetsko prvenstvo u pljočkanju za pojedince i najdugovječniji pljočkarski turnir u svijetu. Natječu se aluminijskim pljočkama, pojedinačno, pljočkar igra s tri pljočke.